# Carl August Gyldenstolpe
Carl August Gyldenstolpe, född 18 maj 1800, död 31 juli 1872 i Stockholm, var en svensk militär och hovman.

## Biografi
Carl August Gyldenstolpe föddes 1800 på Ingemarshov i Stockholm. Han var son till hovmarskalken Nils Gyldenstolpe och Charlotta Aurora De Geer. Gyldenstolpe blev 1816 student vid Uppsala universitet och avlade 1818 kansliexamen. Han blev 14 april 1818 fänrik vid Andra livgardet, 15 juni 1822 löjtnant och 7 december 1824 ordonnansofficer hos kungen. Gyldenstolpe följde 1825 statsrådet greve Carl Löwenhielm på en beskickning till kungens av Frankrike kröning i Reims. Han avgick som kurir 1828 med ett brev från kungen till den ryske kejsaren. Gyldenstolpe blev 4 december 1830 kapten och blev 28 april 1832 kammarherre hos drottningen. Han blev 6 december 1834 adjutant hos kungen och utnämndes 4 juli 1838 till riddare av Svärdsorden. Gyldenstolpe tog 7 maj 1839 avsked från beställning på stat med tillstånd att kvarstå som kapten vid Andra livgardet och tog 15 februari 1840 avsked från regementet. Han utnämndes 1848 till ledamot av Lantbruksakademien och blev samma år tjänstefri från hovet. Gyldenstolpe utnämndes 5 maj 1860 till kommendör av Vasaorden. Han avled 1872 i Stockholm.

### Egendom
Gyldenstolpe ägde Ljungs slott i Ljungs socken, Östergötland genom sitt gifte. Han ägde även Mälsåker i Ytterselö socken, Steninge i Husby socken och Fersenska palatset i Stockholm.

### Familj
Gyldenstolpe gifte sig 25 augusti 1835 på Ljungs slott med grevinnan Louise von Fersen (1816–1879), dotter till en av reikts herrar, greve Fabian Reinhold von Fersen och Sofia Lovisa Piper. De fick tillsammans barnen Aurora Lovisa Georgina Augusta Gyldenstolpe (1836–1912) som var gift med löjtnanten Oskar Nikolas Adolf Valentin Adlercreutz i Stockholm, Augusta Sofia Vilhelmina Ida Gyldenstolpe (1837–1900) som var gift med ministern sir Audley Gosling i Storbritannien, överhovställmästaren Gustaf Gyldenstolpe (1839–1919), Augusta Adelaide Emilie Jacquette Gyldenstolpe (1841–1918) som var gift med envoyén Hans Henrik von Essen, ryttmästaren Carl August Fersen Gyldenstolpe (1846–1891) och ministern August Gyldenstolpe (1849–1928).